# 貞崇
貞崇（じょうすう（ていすう）、貞観8年（866年） - 天慶7年7月23日（944年8月19日））は、平安時代中期の真言宗の僧。俗姓は三善氏。京都の出身。真言院僧都・鳥栖寺僧都とも称される。

## 略歴
幼くして貞観寺恵宿の室に入り、902年（延喜2年）醍醐寺聖宝から伝法灌頂を受けた。一時期金峰山に篭ったこともあったが、927年（延長5年）醍醐天皇の護持僧となってから、938年（天慶元年）に法華三昧堂を建立するなど醍醐寺・醍醐寺における真言教団の成立に大きく貢献した。なお、東寺長者・醍醐寺座主・金剛峰寺座主などを歴任している。